# (2081) Sázava
(2081) Sázava – planetoida z pasa głównego asteroid okrążająca Słońce w ciągu 3 lat i 306 dni w średniej odległości 2,45 au Została odkryta 27 lutego 1976 roku w Zimmerwald Observatory w Szwajcarii przez Paula Wilda. Nazwa planetoidy pochodzi od czeskiej rzeki Sázavy. Przed nadaniem nazwy planetoida nosiła oznaczenie tymczasowe (2081) 1976 DH.